# Cumella cyclaspoides
Cumella cyclaspoides är en kräftdjursart som beskrevs av John Todd Zimmer 1914. Cumella cyclaspoides ingår i släktet Cumella och familjen Nannastacidae. Inga underarter finns listade i Catalogue of Life.